# Nick Raider
Nick Raider è un personaggio dei fumetti creato da Claudio Nizzi, protagonista della omonima serie a fumetti poliziesca italiana. Pubblicata dal 1988 al 2005 per 200 numeri dalla Sergio Bonelli Editore che, per la prima volta, pubblica una serie gialla. Nel 2021 il personaggio fa il suo ritorno in una miniserie composta da dieci albi.

## Storia editoriale
La prima serie gialla della Bonelli è ideata dallo sceneggiatore Claudio Nizzi che si ispira al genere police procedural, come definito nella serie di romanzi dell'87º Distretto di Ed McBain. Prima di occuparsi del personaggio Nizzi scriveva sceneggiature per Tex, altra serie a fumetti dello stesso editore, cosa che ne influenza la caratterizzazione in quanto, come il ranger del Texas, Nick è un eroe coraggioso, abile e fortunato quanto basta per riuscire a risolvere i casi che gli vengono affidati. Graficamente il personaggio ha il volto di un giovane Robert Mitchum, sempre vestito con un impermeabile sulle spalle e la pistola infilata nel cinturone. Il fumetto esordisce nel giugno 1988 con La vittima senza nome; questo è l'unico albo di Nick Raider pubblicato dalla Daim Press che, dal mese successivo, cambierà nome in Sergio Bonelli Editore. La serie ha chiuso le pubblicazioni nel gennaio 2005 con il numero 200 a causa della riduzione di vendite riscontrate negli ultimi anni. Oltre alla serie regolare sono stati pubblicati annualmente, dal 1989 al 1998, dei volumi speciali. Dal 1993 al 2004 Nick Raider era inoltre il protagonista del fumetto pubblicato all'interno dell'Almanacco del giallo, serie annuale che, oltre a una storia inedita, presentava articoli e approfondimenti sul genere giallo e avvenimenti in tema accaduti nell'anno precedente.
Molti autori si sono avvicendati alla realizzazione degli episodi, fra i quali sceneggiatori come: Gianfranco Manfredi, Alfredo Nogara (pseudonimo di Alberto Ongaro), Michele Medda, Gianluigi Gonano (pseudonimo di G. Anon), Piero Fissore, Gino D'Antonio, Stefano Piani e Tito Faraci. Come disegnatori: Aldo Capitanio, Gustavo Trigo, Marco Foderà, Bruno Ramella, Ivo Milazzo, Ferdinando Tacconi, Sergio Toppi, Frederic Volante, Mario Rossi (Maro'), Renato Polese, Luigi Siniscalchi e Iginio Straffi. Le copertine sono state realizzate da Giampiero Casertano dal n. 1 al n. 43, da Bruno Ramella dal n. 44 al n. 99 e da Corrado Mastantuono dal n. 100 al 200, ultimo della serie Bonelli.
Poco dopo la conclusione, e preceduta da un volume speciale con due storie inedite scritte da Ferdinando Tacconi e disegnate da Marco Foderà, la serie è stata parzialmente ristampata dalla If edizioni, in 38 volumi, di cui i primi 5 con singole storie e dal numero 6 al numero 38 con due storie, per un totale quindi di 71 episodi. Nel dicembre 2006 la If pubblica il primo episodio di una miniserie inedita in quattro numeri scritta da Claudio Nizzi, trattasi della prima produzione nata internamente alla casa editrice. All'interno dei volumi vengono anche presentati alcuni racconti di narrativa inerenti al fumetto, arricchiti da illustrazioni di vari autori. La serie di ristampe invece si chiude nel 2008, dopo soli 38 numeri, per il basso numero di vendite.
La serie originale della Bonelli è stata inoltre ristampata in Finlandia dalla casa editrice Mysteeri Kunstannus, in Croazia da Libellus ed in India da Lion-Muthu Comics.
Il 3 dicembre 2020, in occasione del Free Comic Book Day Italia, viene distribuito in forma gratuita il "numero zero" di una nuova miniserie dedicata al personaggio, “Nick Raider – Le nuove indagini”, nuovamente edita dalla Bonelli. Il primo numero di questa miniserie inedita composta da dieci albi, Trent'anni dopo, viene pubblicata il 23 novembre 2021 e vede il ritorno del creatore del personaggio Claudio Nizzi.

## Trama
Nick Raider è un investigatore della squadra omicidi di New York che, affiancato dal compagno Marvin Brown, investiga sui crimini di sangue commessi nella "grande mela". Il suo mentore, nonché capo diretto, è il tenente Arthur Rayan, il quale cerca senza troppo successo di controllare gli slanci del detective e soprattutto lo difende spesso dalla burocrazia e dall'ostracismo del suo capo, il capitano Vance, che Nick chiama "Ciaocara" per via del suo rapporto succube con la moglie. Non ci sono antagonisti ricorrenti se non la malavita newyorkese rappresentata dall'obesa capomafia Louise Clementi e l'organizzazione criminale nota come Croce Nera che si occupa di prestare assistenza a delinquenti evasi.

## Biografia del personaggio
Il protagonista è un detective della polizia di New York di origini italiane. Il suo cognome originale è Raidero; i nonni arrivarono in America nel 1928 da un paese dell'appennino toscano e il loro cognome venne cambiato in Raider per errore dell'ufficio immigrazione. Da bambino Nick aveva un'immagine buona e affettuosa di suo padre John, anch'egli poliziotto, fino a quando non si sarebbe incrinata nell'adolescenza quando i rapporti con lui avrebbero assunto una piega conflittuale per colpa della crisi matrimoniale e delle condizioni di salute della madre delle quali il padre viene ritenuto responsabile da Nick. Al termine di un ennesimo litigio e persa ogni fiducia nel padre il giovane Nick decide di andarsene e ritornando a casa solo dopo la morte del padre. La madre è ora in cura in una clinica per malati mentali e alla luce delle esperienze successive Nick comprende meglio la figura paterna recuperando l'antico affetto per lui e decidendo di entrare in polizia per pagare un tributo alla sua memoria.
Oltre al padre, Nick avrà come punto di riferimento il tenente Rayan, vecchio amico di famiglia. Durante la guerra del Vietnam si arruola nella polizia militare. Tornato in patria Nick incomincia la sua carriera come agente di pattuglia nel Bronx sotto l'occhio vigile di un altro mentore, Abraham Reginald King detto Blackbear.
Comprimari
- Marvin Brown: compagno di lavoro abituale del protagonista ispirato all'attore Eddie Murphy.
- Jimmy Garnet: agente investigativo timido e impacciato specializzato nelle ricerche informatiche.
- Tenente Arthur Rayan: diretto superiore di Nick, lo ha preso sotto la sua ala protettiva.
- Capitano Philip Vance: comandante della squadra omicidi e succube della moglie, spesso si scaglia contro Nick e Marvin quando tra i sospettati o indagati c'è una persona famosa o potente, avendo paura di ritorsioni.
- Alfie: informatore personale di Nick affetto da nanismo che passa le sue giornate a giocare a poker in un bar.
- Violet McGraw: giornalista fidanzata di Nick Raider.
- Abraham "Abe" King: rude poliziotto di colore e primo compagno di pattuglia di Raider ai tempi dei suoi esordi in polizia.
- Sergente Ward: agente di servizio al centralino che passa tutto il tempo a raccontare barzellette che non fanno ridere.
- Dottor Bloom: medico legale con un senso dell'umorismo molto legato all'argomento "cadaveri".
- Tenente Bowmann: capo della polizia scientifica.
- Mary Ford: agente investigativo con cui a volte Nick ha delle avventure sentimentali.